# جون ستيرلينغ كينغسلي
جون ستيرلينغ كينغسلي (بالإنجليزية: John Sterling Kingsley)‏ هو عالم حيوانات وأحيائي أمريكي، ولد في 7 أبريل 1854 في سينسيناتي في الولايات المتحدة، وتوفي في 29 أغسطس 1929.